# Хайлемариам Десалень
Хайлемариа́м Десале́нь (амх. ኃይለማሪያም ደሳለኝ; 19 июля 1965, Болосо-Соре, Эфиопия) — эфиопский политический деятель, занимавший в правительстве Эфиопии должности заместителя премьер-министра и министра иностранных дел с 2010 года. После смерти премьер-министра Мелеса Зенауи 20 августа 2012 года назначен исполняющим обязанности премьер-министра. Десалень стал первым протестантским главой правительства в истории Эфиопии (прихожанин Апостольской церкви). 15 февраля 2018 года подал в отставку.
С января 2013 года по январь 2014 года — председатель Африканского союза.

## Биография
Родился 19 июля 1965 года в Болосо Соре, в провинции Волайта (англ. Wolaita Zone) на юге Эфиопии (ныне — Область Народностей Южной Эфиопии). По национальности относится к народности волайта (Wolayta), омотско-язычному населению, преобладающему в том регионе Эфиопии.
Личное имя «Хайлемариам» на языке геэз означает «сила Девы Марии». «Десалень», имя его отца, означает на амхарском языке — «Я счастлив».
Окончил среднюю школу в родной провинции Волайта, а в 1988 году получил степень бакалавра в области строительства в Университете Аддис-Абебы. После окончания университета работал ассистентом в Гидротехнологическом институте Арба-Мынча (Arba Minch Water Technology Institute); ныне Университет Арба-Мынча (англ. Arba Minch University)).
В 1992 году окончил Технологический университет Тампере, в Финляндии, где получил степень магистра в области санитарного инжиниринга (англ. sanitation engineering). В период учёбы работал на местной водоочистной станции, а свою дипломную работу написал на тему «обработка сточных вод».
По возвращении в Эфиопию в течение 13 лет занимал разные научные и административные должности, включая работу деканом Гидротехнологического института Арба-Мынча.

## Революционно-демократический фронт эфиопских народов
В конце 1990-х — начале 2000-х годов Хайлемариам Десалень серьёзно занялся политической деятельностью в рядах РДФЭН (правящей партии Эфиопии) и стал вице-президентом Региона Народов и народностей юга. На этом посту он сменил Абатэ Кишо (англ. Abate Kisho), снятого с должности по обвинению в коррупции, хотя есть мнение, что тот был снят за поддержку оппозиционной Мелесу Зенауи группировки во время раскола Народного фронта освобождения Тыграй (англ. Tigrayan People's Liberation Front) (ядра РДФЭН) в 2000 году.

## Регион Народов и народностей юга
Хайлемариам Десалень был президентом Региона Народов и народностей юга (РННЮ) с ноября 2001 года до марта 2006 года. Он был назначен вице-премьером и министром иностранных дел Эфиопии в октябре 2010 года. Он занимал руководящие должности заместителя председателя РДФЭН, председателя ЮЭНДД, вице-премьера и министра иностранных дел.
После ухода с поста президента РННЮ, Хайлемариам Десалень в течение двух лет работал в канцелярии премьер-министра советником по общественным делам и гражданским организациям и партнёрствам. В 2010 году занял сразу две министерские должности: вице-премьера и министра иностранных дел.

## Отставка
В связи с разразившимся в стране политическим кризисом 15 февраля 2018 года Хайлемариам Десалень объявил в телевизионном обращении о том, что подал в отставку с поста как премьер-министра Эфиопии, так и председателя правящей страной коалиции, добавив, что продолжит временно исполнять свои обязанности до принятия его отставки и назначения нового премьер-министра правящим Революционно-демократическим фронтом эфиопских народов и парламентом.

## Занимаемые должности
Хайлемариам Десалень занимал следующие должности:
- международные
  - президент Африканского союза (2013—2014)
- государственные:
  - вице-президент РННЮ (2000—2002);
  - президент РННЮ (2002—2005);
  - член Палаты народных представителей (2005-настоящее время);
  - специальный советник премьер-министра по общественным делам, затем специальный советник премьер-министра по мобилизации и вовлечённости общества (2005—2008);
  - главный парламентский партийный организатор от правительства с министерским портфелем (2008—2010).
- партийные:
  - член Исполнительного комитета РДФЭН и ЮЭНДД (2000-настоящее время);
  - председатель ЮЭНДД (2002-настоящее время);
  - заместитель председателя РДФЭН (с сентября 2010).